# Lipovăț
Lipovăț è un comune della Romania di 4 348 abitanti, ubicato nel distretto di Vaslui, nella regione storica della Moldavia. 
Il comune è formato dall'unione di 5 villaggi: Căpușneni, Chițoc, Corbu, Fundu Văii, Lipovăț.
Sul territorio del comune si trova la chiesa lignea dedicata a San Giorgio (Sfântul Gheorghe), costruita nel 1628.